# Aporophyla nigra
Aporophyla nigra là một loài bướm đêm thuộc họ Noctuidae. Loài này có ở Bắc Phi, qua miền nam và miền trung châu Âu tới Anatolia, ở phía bắc it is found tới Scotland và miền nam Na Uy. Nó cũng được tìm thấy ở Kavkaz, ở Israel và Liban.
Sải cánh dài 40–48 mm. Con trưởng thành bay vào tháng 9 và tháng 10 và sometimes also vào tháng 12 và tháng 1.
Ấu trùng ăn various plants, bao gồm Poaceae, Trifolium, Rumex, Sanguisorba minor và Genista.

## Hình ảnh

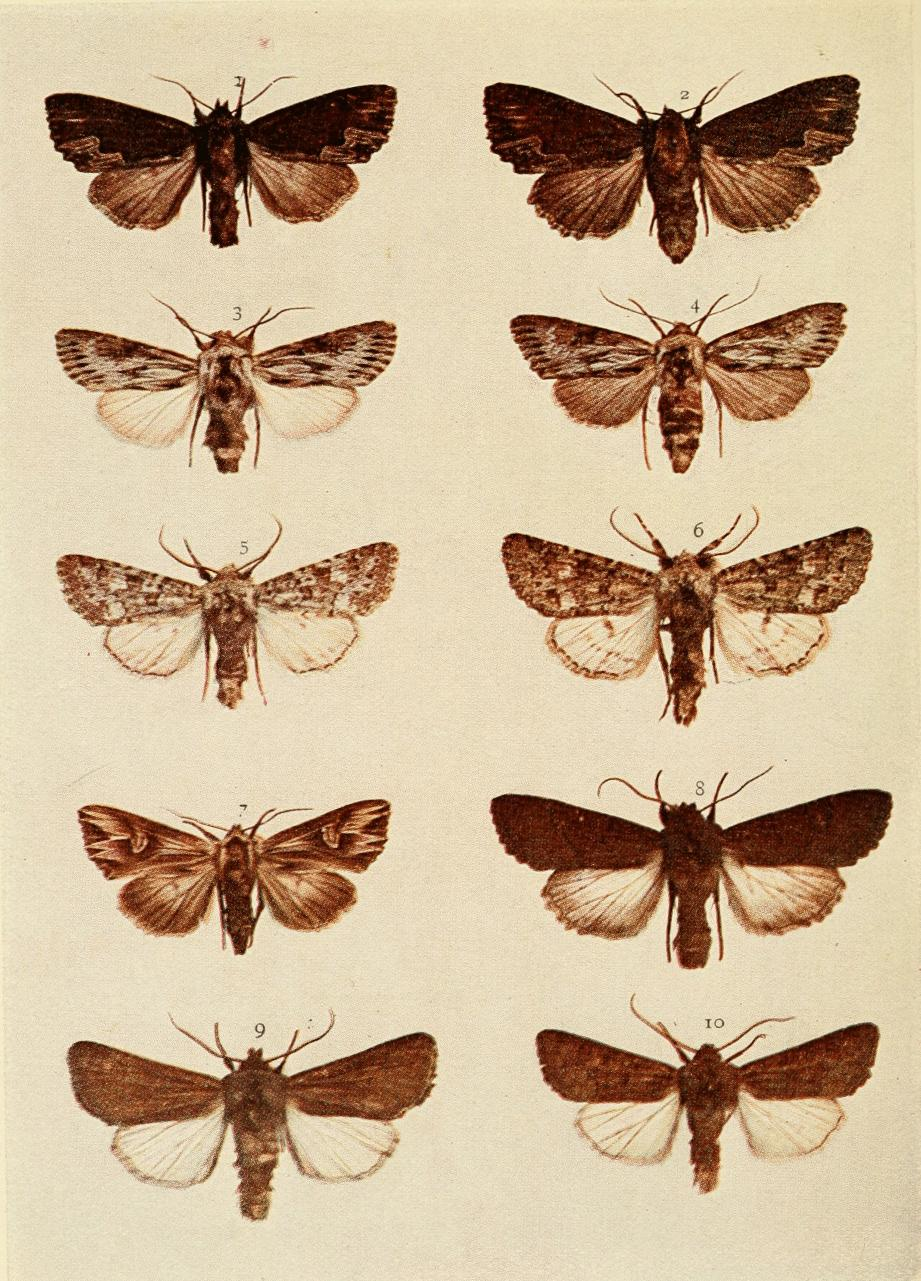
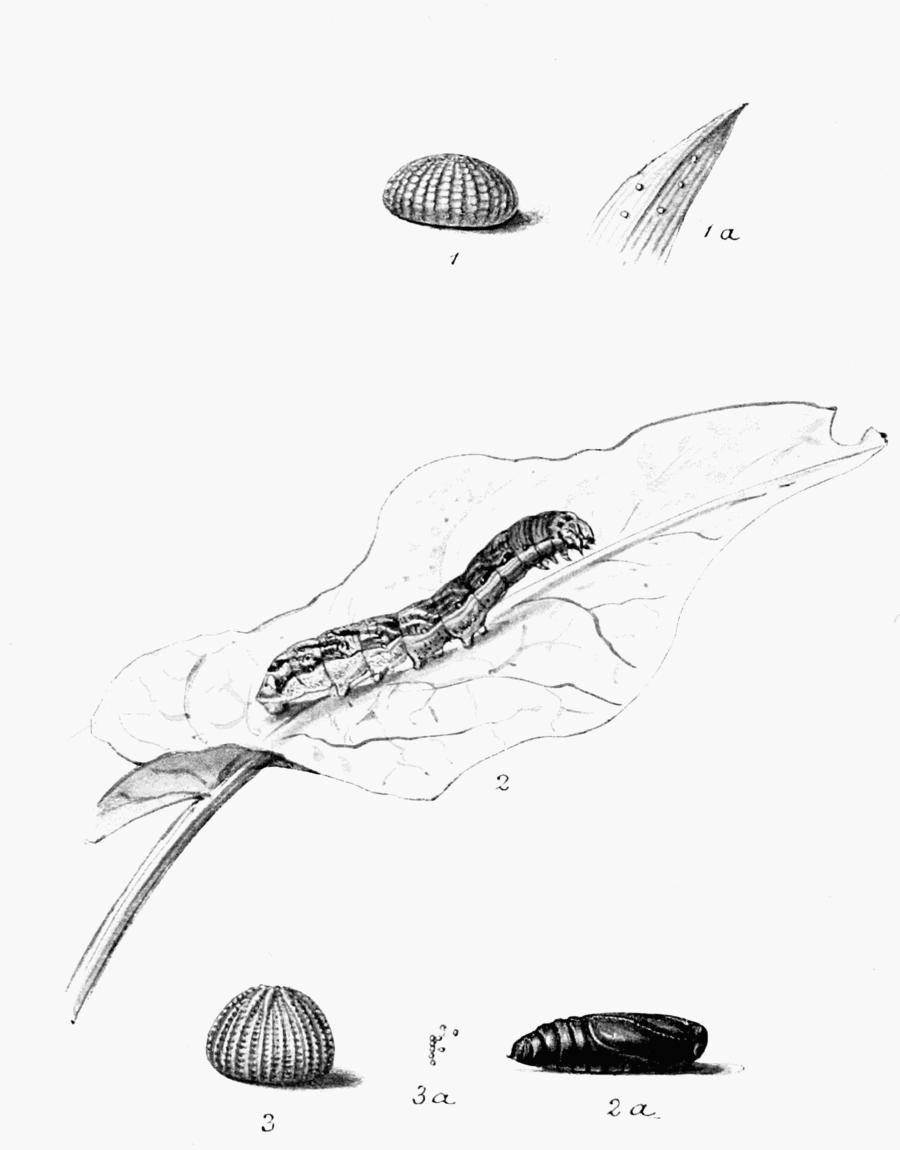